# Vulgata sixtina
La Vulgata Sixtina fue una edición latina de la Biblia del 1590, preparada por orden del Papa Sixto V. Fue la primera edición de la Vulgata latina autorizada por un papa, pero su reconocimiento oficial fue de corta duración.

## Tres comités
El 8 de abril de 1546 el Concilio de Trento requirió que la Vulgata fuera impresa quam emendatissime (con el menor números de errores posible). En ese momento no había edición autoritativa.
El primer comité fue nombrado por el papa Pío IV en 1561 para llevar a cabo el trabajo, pero el comité trabajó lentamente y con poca eficiencia. El segundo comité fue nombrado por el papa Pío V en 1569 (Congregatio pro emendatione Bibliorum), con cuatro cardenales Marcus Antonius, Sirleto, Morone, y Antonio Carafa. El comité fue resuelto bajo el papa Gregorio XIII.
El papa Sixto V había asignado al tercer comité de eruditos para continuar la obra. El comité estaba bajo la presidencia del cardenal de Carafa. La obra se prepará sobre la base de la edición de Roberto Estéfano de Lovaina (1553) y los manuscritos buenos fueron utilizados como autoridades, incluyendo notablemente al Códice Amiatino. Comité presentó el resultado de su obra a principios de 1589, pero Sixto preparó otro texto que él corrigió. Él utilizó el Códice Carafiano, pero por apresurarse en la impresión, sufrió varios errores de escritura. En mayo de 1590 se presentó la obra completa por la prensa en tres volúmenes.
El título completo de la edición fue: Biblica Sacra Vulgatae editionnis, ad Concilii Tridenti praescriptum emendata et a Sixto V P. M. recognita et approbata (Edición de la Sagrada Biblia Vulgata, del Concilio de Trento y la disposición enmendada por el Papa Sixto V M. reconocida y aprobada). La edición fue precedida por la bula Aeternus Ille (1 de marzo de 1590), en donde el papa declaró la autenticidad de la nueva Biblia, la Vulgata Sixtina. Esta edición tuvo corta vida, por su inexactitud textual.
En el 27 de agosto, Sixto V falleció, y el 5 de septiembre el colegio de Cardenales suspendió todas las ventas, compró y destruyó cuantas copias le fue posible. El pretexto oficial por su acción fue la inexactitud de su impresión, se cree que el ataque contra la edición había sido instigado por los jesuitas, a quienes había ofendido Sixto poniendo uno de los libros de Roberto Belarmino en el Índice de libros prohibidos.
En el presente, la Vulgata Sixtina es citada únicamente en algunas ediciones críticas y es designada por la sigla vgs.

### Algunas diferencias a la edición Louvain
En el Libro del Génesis 40-50 43 fueron hechas correcciones (en la base del Códice Carafiano):
- 40,8 – nunquam ] numquam
- 40,14 – tibi bene ] bene tibi
- 41,13 – quicquid ] quidquid
- 41,19 – nunquam ] numquam
- 41,20 – pecoribus ] prioribus
- 41,39 – nunquid ] numquid
- 41,55 – quicquid ] quidquid
- 42,4 – quicquam ] quidquam
- 42,11 – quicquam ] quidquam
- 42,13 – at illi dixerunt ] at illi
- 42,22 – nunquid ] numquid
- 42,38 – adversitatis ] adversi
- 43,3 – denuntiavit ] denunciavit
- 43,5 – denuntiavit ] denunciavit
- 43,7 – nunquid ] numquid
- 43,19 – dispensatorem ] dispensatorem domus
- 43,30 – lachrymae ] lacrymae
- 44,4 – ait surge ] surge
- 44,29 – maerore ]moerore
- 45,13 – nuntiate ] nunciate
- 45,20 – dimittatis ] demittatis
- 45,20 – auicquam ] quidquam
- 45,23 – tantundem ] tantumdem
- 45,23 – addens eis ] addens et
- 45,26 – nuntiaverunt ] nunciaverunt
- 46,10 – Chananitidis ] Chanaanitidis
- 46,10 – Cahath ] Caath
- 46,13 – Simeron ] Semron
- 46,16 – Sephon ] Sephion
- 46,16 – Aggi ] Haggi
- 46,16 – et Esebon et Suni ] et Suni et Esebon
- 46,17 – Jamma ] Jamme
- 46,22 – quatuordecim ] quattuordecim
- 46,26 – cunctaeque ] cunctae
- 46,28 – nuntiaret ] nunciaret
- 46,28 – et ille occurreret ] et occurreret
- 46,31 – nuntiabo ] nunciabo
- 47,1 – nuntiavit ] nunciavit
- 47,9 – peregrinationis vitae meae ] peregrinationis meae
- 47,24 – quatuor ] quattuor
- 47,31 – Dominum ] Deum
- 48,1 – nuntiatum ] nunciatum
- 49,1 – annuntiem ] annunciem

Entre esas 43 correcciones, 31 son únicamente gramáticas, y 6 de ellas son correcciones.

### Cambios en la versificación
En los 30 primeros capítulos del Libro del Génesis fueron hechos los siguientes cambios:
- 1 – 31.... 29
- 2 – 25.... 20
- 3 – 24.... 20
- 4 – 26.... 26
- 5 – 31.... 30
- 6 – 22.... 19
- 7 – 24.... 19
- 8 – 22.... 20
- 9 – 29.... 24
- 10 – 32.... 26
- 11 – 32.... 31
- 12 – 20.... 18
- 13 – 18.... 18
- 14 – 24.... 16
- 15 – 21.... 17
- 16 – 16.... 14
- 17 – 27.... 25
- 18 – 33.... 37
- 19 – 38.... 34
- 20 – 18.... 16
- 21 – 34.... 31
- 22 – 24.... 18
- 23 – 20.... 15
- 24 – 67.... 54
- 25 – 34.... 27
- 26 – 34.... 26
- 27 – 46.... 33
- 28 – 22.... 14
- 29 – 35.... 31
- 30 – 43.... 36